# Банков, Николай Григорьевич
Николай Григорьевич Банков  (14 июня 1918 года — 19 декабря 1987 года) — бригадир проходчиков строительного управления № 13 треста «Макеевшахтострой» Министерства строительства предприятий угольной промышленности Украинской ССР, Сталинская область. Герой Социалистического Труда (26.04.1957).

## Биография
Родился 14 июня 1918 года в Бессарабской губернии, на территории современной Молдавии. Болгарин.
В 1947 году завербовался из Чадырлунгского района, который находится в Молдавии, в Донбасс. В Донбассе поступил на строительство. Здесь он работает десятником. Принимал участие на постройке обогатительной фабрики на 13 "бис", "Пролетарская-Глубокая", шахты им. Бажанова, "Ясиновская-Глубокая", 21 "бис", "Комсомольская", "Николаевская" и многие другие. Потом в 1951 году перешел проходчиком на шахту "Пролетарская-Глубокая". Через три месяца стал бригадиром проходческой бригады.
В первые послевоенные годы трудился на восстановлении основательно разрушенных в годы войны шахт Донецкого угольного бассейна (Донбасса) и строительстве новых угольных шахт в городе Макеевка Сталинской (с 1961 года – Донецкой) области Украинской ССР бригадиром проходчиков строительного управления № 13 треста «Макеевшахтострой». На протяжении ряда лет его бригада была лучшей в тресте по всем направлениям производственной деятельности.
Указом Президиума Верховного Совета СССР от 26 апреля 1957 года за выдающиеся успехи, достигнутые в деле строительства предприятий угольной промышленности, Банкову Николаю Григорьевичу присвоено звание Героя Социалистического Труда с вручением ордена Ленина и золотой медали «Серп и Молот».
С 1968 года – персональный пенсионер союзного значения. Потом работал заве-
дующим мастерскими механического цеха 5-го управления треста "Макеевшахтострой" //.
Проживал в городе Макеевка Донецкой области (ныне – Донецкой Народной Республики).
Скончался 19 декабря 1987 года.

## Награды
- Золотая медаль «Серп и Молот»(26.04.1957)
- Орден Ленина (26.04.1957)
- Медаль «В ознаменование 100-летия со дня рождения Владимира Ильича Ленина» (6 апреля 1970)
- Медаль «За трудовое отличие» (11.10.1949)
- Медаль «За доблестный труд в Великой Отечественной войне 1941—1945 гг.»(06.06.1945)
- Медаль «Ветеран труда»
- медалями ВДНХ СССР:

## Память
- На могиле установлен надгробный памятник